# Steven Crowder
Steven Blake Crowder ([stiːvən bleɪk ˈkraʊdər]), född 7 juli 1987, är en amerikansk-kanadensisk konservativ politisk kommentator och medievärd. Han är värd för podcasten Louder with Crowder, som täcker nyheter, popkultur och politik. Han var röstskådespelare i den tecknade barnserien Artur, där han gav röst till karaktären Alan under säsong 5 och 6. Han är också en tidigare medverkande på Fox News, och flitig gäst på det konservativa nyhets- och underhållningsnätverket TheBlaze. Från 2009 till 2012 arbetade Crowder för Fox News.
Crowders far är amerikansk och hans mor är fransk-kanadensisk. Steven har dubbelt medborgarskap och talar både franska och engelska. Crowder utövar mixed martial arts (MMA) och deltar i kampsportstävlingar. Han var en förespråkare för legaliseringen av MMA i New York.

## Privatliv
Crowder beskriver sig själv som en konservativ kristen och är känd för att debattera med människor i sitt videosegment "Change my mind". Crowder har ADHD. Crowder gifte sig med sin fru Hilary Crowder i augusti 2012 och skrev om fördelarna med sexuell avhållsamhet före äktenskapet.
I augusti 2021 födde Hilary tvillingar, en son och en dotter.
I april 2023 uppgav Crowder på sin kanal att hans fru Hilary hade ansökt om skilsmässa 2021.